# Marie Calm
Marie Calm (Bad Arolsen, 3 de abril de 1832 – Kassel, 22 de fevereiro de 1887) foi uma autora, educadora, feminista e defensora do sufrágio feminino alemã.

## Biografia
Calm nasceu em 3 de abril de 1832 em Bad Arolsen, Alemanha. Ela interessou-se cedo por uma carreira como educadora. Em 1853 ela aceitou um cargo de professora na Inglaterra, e em 1858 na Rússia.
Ela administrou um seminário para meninas indigentes em Kassel e esteve envolvida na fundação da Associação de Professores Alemães. Ela foi um dos membros originais da Associação Alemã das Cidadãs (Allgemeine Deutsche Frauenverein). Além disso,  Calm esteve envolvida na organização da Casseler Frauenbildungsverein, que logo abriu uma escola técnica para a formação de mulheres em economia doméstica. A intenção da última organização era fornecer mais oportunidades educacionais para as mulheres e, portanto, mais oportunidades de carreira, mas estava limitada na época a atividades convencionalmente reconhecidas como femininas.

## Obras

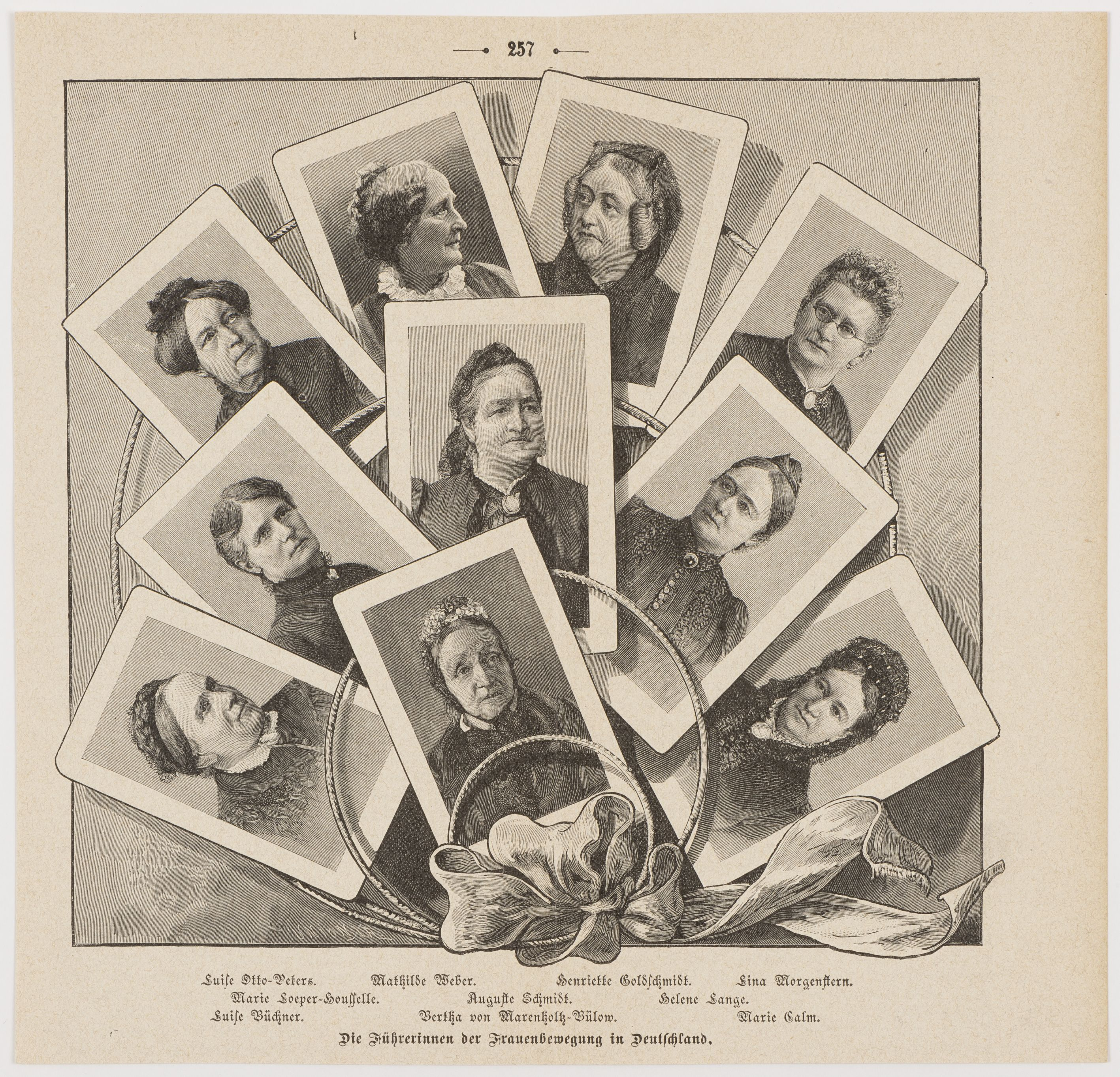
Líderes do movimento feminino da Alemanha, 1894

Além de seus livros sobre economia doméstica e etiqueta, ela foi autora de:
- Bilder und Klänge, poemas, Kassel, 1871;
- Weibliches Wirken in Küche, Wohnzimmer, und Salon, Berlim, 1874; terceira edição, 1882;
- Leo, romance, 1876;
- Ein Blick ins Leben, Stuttgart, 1877;
- Wilde Blumen, romance, Bremen, 1880;
- Echter Adel, Stuttgart, 1883;
- Bella's Blaubuch, Leipzig, 1883.

## Morte
Calm faleceu em 22 de fevereiro de 1887 em Kassel, Alemanha.